# Maison du Pou volant
La maison dite du Pou volant est une maison située à Laval, dans le département de la Mayenne. Elle est située au 26, 28 Grande rue. Elle est construite au XVe siècle. Il s'agit de l’une des plus anciennes maisons de l'Ouest de la France.
Son nom provient de son rôle de refuge pour les personnes nécessiteuses au XIXe siècle.
Elle fait l'objet d'une inscription au titre des Monuments historiques depuis le 10 décembre 1926.